# The Dover Boys at Pimento University
The Dover Boys at Pimento University; or, The Rivals of Roquefort Hall (también conocido como The Dover Boys) es un cortometraje animado de la serie Merrie Melodies dirigido por Chuck Jones y estrenado en 1942. El cortometraje es una parodia de The Rover Boys, una serie de libros infantiles populares durante las primeras décadas del siglo XX.
El cortometraje fue uno de los primeros en utilizar la técnica de animación limitada, inspirando a animadores como John Hubley y el estudio United Productions of America. Fue incluido en el puesto número 49 del libro The 50 Greatest Cartoons, que reunía los 50 mejores dibujos animados según los votos de personas relacionadas con el mundo de la animación.

## Trama
El cortometraje comienza mostrando Pimento University, una universidad donde estudian Tom, Dick y Larry (Jeremías, Jacinto y Jonás en la versión hispanoamericana), tres hermanos que están enamorados de la misma chica, Dora Standpipe (Aurora en el doblaje hispanoamericano). Los Dover Boys son vigilados desde una taberna por el siniestro Dan Backslide (Humitos Ortiguín), un antiguo chivato de Roquefort Hall y cazafortunas. Mientras llevan a Dora a jugar al escondite en el parque, Dan roba un runabout, que usa para secuestrar a Dora. La lleva a un remoto pabellón de caza en la montaña. 
En aquel lugar, el villano descubre que si bien Dora actúa como una damisela en apuros, no es tan indefensa como parece, ya que lo golpea mientras continúa pidiendo auxilio. Un joven scout presencia el cautiverio de Dora y envía una señal de socorro por telegrama, que llega a los hermanos Dover. Cuando los hermanos llegan a la cabaña a rescatar a Dora, encuentran al villano derrotado por la golpiza recibida. Aunque deciden continuar golpeándolo, los hermanos terminan golpeándose entre ellos por error, quedando inconscientes. 
El cortometraje finaliza con Dora siendo escoltada por un hombre que sirvió como cómico de repetición a lo largo de la historia, interrumpiendo las escenas con un singular caminar al ritmo de la canción "The Fountain in the Park". Tanto él como Dora realizan el paso mientras se pierden en el horizonte.

## Reparto
- Bea Benaderet como Dora Standpipe. Aurora en Hispanoamérica y Dora Dulcemiel en España.
- Mel Blanc como Dan Backslide. Humitos Ortiguín en Hispanoamérica y Dan Todomerresbala en España.
- John McLeish como Narrador.
- Tedd Pierce como Tom.